# أندرو ليس
أندرو ليس (بالإنجليزية: Andrew Lees)‏ هو حكم اتحاد الرغبي ‏ أسترالي، ولد في 7 يونيو 1979 في كانبرا في أستراليا.